# بلتون (کارولینای جنوبی)
بلتون (به انگلیسی: Belton) شهری در ایالت کارولینای جنوبی کشور ایالات متحده آمریکا است که جمعیت آن در سرشماری سال ۲۰۱۰ میلادی، ۴٬۱۳۴ نفر بوده‌است.